# Macromitrium ramsayae
Macromitrium ramsayae är en bladmossart som beskrevs av Dale Hadley Vitt 1983. Macromitrium ramsayae ingår i släktet Macromitrium och familjen Orthotrichaceae. Inga underarter finns listade i Catalogue of Life.